# Volo China Eastern Airlines 5210
Il volo China Eastern Airlines 5210 (CES5210/MU5210), noto anche come Disastro aereo di Baotou, era un volo partito dall'aeroporto di Baotou Erliban nella Mongolia Interna, in Cina, all'aeroporto internazionale di Shanghai Hongqiao, con uno scalo previsto all'aeroporto internazionale di Pechino. Il 21 novembre 2004, appena due minuti dopo il decollo, il Bombardier CRJ-200ER cade dal cielo schiantandosi contro un lago nel parco di Nanhai, vicino all'aeroporto, uccidendo tutte le 53 persone a bordo e altre due a terra.
Un'indagine della Civil Aviation Administration of China (CAAC) ha rivelato che l'aereo non era stato sghiacciato dal personale di terra mentre era parcheggiato sul piazzale dell'aeroporto. L'accumulo di ghiaccio sulle ali ha causato la perdita di portanza del Bombardier, provocando l'incidente. È il peggior incidente coinvolgente un CRJ-100/-200 e il peggiore nella storia della China Eastern Airlines.

## L'incidente
Il volo 5210 era operato da un Bombardier CRJ-200ER, SN 7697, alimentato da due motori General Electric CF34-3B1, consegnato nel novembre 2002, due anni prima dell'incidente. Al momento dello schianto l'aereo era ancora verniciato con la livrea della China Yunnan Airlines, nonostante la compagnia aerea si fosse fusa con China Eastern Airlines nel 2003. L'aereo era decollato alle 08:21 ora locale, 15 minuti prima del previsto, trasportando 47 passeggeri e sei membri dell'equipaggio. 10 secondi dopo il decollo il Bombardier tremò per diversi secondi per poi cadere a terra. Scivolò attraverso un parco e sbatté contro una casa, una biglietteria del parco e un porto, dando fuoco a diversi yacht ormeggiati. Poi si tuffò in un lago ghiacciato. Tutte le 53 persone a bordo e due dipendenti del parco a terra morirono nella tragedia.

### Ricerca e recupero
Il presidente Hu Jintao, che era fuori dal Paese al momento del disastro, ordinò un'immediata operazione di soccorso. Le autorità inviarono più di 100 vigili del fuoco sul luogo dell'incidente. Arrivarono anche 250 agenti di polizia, 50 dipendenti del parco e 20 sommozzatori. I soccorritori dovettero rompere il ghiaccio per recuperare i corpi. Alla fine della giornata erano stati recuperati 36 corpi dal lago ghiacciato. Secondo un medico che lavorava in un vicino ospedale, i soccorritori avevano recuperato solo gli organi e gli intestini delle vittime.
I soccorsi vennero ostacolati dalle temperature piuttosto basse. Il giorno dopo l'incidente la maggior parte dell'aereo era stata recuperata dal lago. Il 22 novembre arrivò sul luogo dell'incidente anche una squadra di esperti di soccorso del Ministry of Communications Maritime Bureau. Il 24 novembre gli investigatori individuarono il Cockpit Voice Recorder (CVR) e il Flight Data Recorder (FDR) dai segnali radio emessi dai dispositivi.

## Passeggeri ed equipaggio
Il 23 novembre viene pubblicato il manifesto dei passeggeri del volo dai funzionari della China Eastern. Dei 47 passeggeri a bordo, 46 erano cinesi. I funzionari hanno confermato che a bordo c'era solo uno straniero, originario dell'Indonesia. I membri dell'equipaggio di volo sono stati identificati come il comandante Wang Pin (in cinese:王品), il vice capitano Yang Guang (杨光) e il primo ufficiale Yi Qinwei (易沁炜) più due assistenti di volo e un addetto alla sicurezza ufficiale.

## Le indagini
Molti testimoni hanno affermato che l'aereo aveva tremato per diversi secondi, prima di esplodere a mezz'aria. Secondo un testimone, si sarebbe verificata un'esplosione nella coda dell'aereo. Il fumo iniziò a fuoriuscire dall'aereo prima che si schiantasse nel parco, trasformandosi in una palla di fuoco e scivolare attraverso il parco e cadere nel lago. Altri hanno dichiarato che l'aereo era esploso in "frammenti fiammeggianti" nell'aria prima di schiantarsi.
L'incidente è avvenuto solo tre mesi dopo l'esplosione di un Tupolev Tu-154 e un Tupolev Tu-134 in Russia, che uccise 90 persone. All'epoca, gli investigatori degli attentati russi avevano trovato tracce di esplosivo a bordo dei due aerei. Gli investigatori dello schianto del volo 5120, tuttavia, dissero di non aver trovato alcuna prova che indichi il terrorismo come responsabile, secondo l'agenzia di stampa statale Xinhua.
L'incidente è avvenuto anche solo un mese dopo il volo Pinnacle Airlines 3701, anch'esso coinvolgente un CRJ200, spingendo l'amministrazione dell'aviazione civile della Cina a mettere a terra tutti i CRJ200 per un mese, fino a quando non fossero stati determinati gli eventuali guasti tecnici del velivolo.
Il tempo al momento dell'incidente era buono, anche se la temperatura era inferiore a 0 °C (32 °F). Viene tuttavia smentita l'ipotesi che le particelle di ghiaccio nel carburante avessero causato il disastro.
Ulteriori indagini rivelano che l'aereo dell'incidente era stato parcheggiato durante la notte all'aeroporto di Baotou sottoposto a temperature molto basse, provocando la formazione di uno strato di ghiaccio sulla fusoliera. Il Bombardier non viene sghiacciato prima del volo. Durante il decollo la contaminazione da gelo degrada pericolosamente le prestazioni aerodinamiche e, mentre il jet effettuava la rotazione, entra in uno stallo dal quale l'equipaggio di condotta non è stato in grado di riprendersi.

## Conseguenze
Nel 2006, 12 dipendenti della China Eastern Airlines sono stati ritenuti responsabili dell'incidente ricevendo delle sanzioni amministrative.
China Eastern non gestisce più il percorso dell'incidente. Tutti i voli tra Baotou e Shanghai sono ora operati dalla sua filiale Shanghai Airlines come voli 9438 e 9136 (verso Pudong). Il volo numero 5210 è stato riassegnato a un volo Shantou-Shanghai.